# 同济电车队
同济电车队（DIAN Racing）是一支隸屬於同济大学汽车学院创新基地的大学生电动方程式賽車车队。每年同济电车队都会设计和制造一款电动赛车，並且該賽車隊會派出自己製造的電動賽車参加学生国际方程式赛事。 同济电车队于2013年3月在成立，截至 2017年，該賽車隊已造出了五辆赛车。该賽車隊参加了多項在中国和日本舉辦的赛事。